# Sovjetunionen i olympiska sommarspelen 1988
Sovjetunionen deltog i de olympiska sommarspelen 1988 med en trupp bestående av 481 deltagare, och landet tog 132 medaljer samt vann medaljligan.

## Basket
Herrar
Gruppspel
| Nr | Lag                          | S | V | O | F | GM  | IM  | MS  | P |
| -- | ---------------------------- | - | - | - | - | --- | --- | --- | - |
| 1  | Jugoslavien                  | 5 | 4 | 0 | 1 | 468 | 384 | +84 | 9 |
| 2  | Sovjetunionen                | 5 | 4 | 0 | 1 | 460 | 393 | +67 | 9 |
| 3  | Australien                   | 5 | 3 | 0 | 2 | 429 | 408 | +21 | 8 |
| 4  | Puerto Rico                  | 5 | 3 | 0 | 2 | 382 | 387 | −5  | 8 |
| 5  | Centralafrikanska republiken | 5 | 1 | 0 | 4 | 346 | 436 | −90 | 6 |
| 6  | Sydkorea                     | 5 | 0 | 0 | 5 | 384 | 461 | −77 | 5 |

Slutspel
|  | Kvartsfinaler (26 september) | Kvartsfinaler (26 september) | Kvartsfinaler (26 september) |               |               | Semifinaler (28 september) | Semifinaler (28 september) | Semifinaler (28 september) |                           |                           | Final (30 september)      | Final (30 september)      | Final (30 september) |
|  |                              |                              |                              |               |               |                            |                            |                            |                           |                           |                           |                           |                      |
|  | A1                           | Jugoslavien                  | 95                           |               |               |                            |                            |                            |                           |                           |                           |                           |                      |
|  | B4                           | Kanada                       | 73                           |               |               |                            |                            |                            |                           |                           |                           |                           |                      |
|  | B4                           | Kanada                       | 73                           |               | A1            | Jugoslavien                | 91                         |                            |                           |                           |                           |                           |                      |
|  |                              |                              |                              |               | A1            | Jugoslavien                | 91                         |                            |                           |                           |                           |                           |                      |
|  |                              | A3                           | Australien                   | 70            |               |                            |                            |                            |                           |                           |                           |                           |                      |
|  | B2                           | A3                           | Australien                   | 70            | Spanien       | 74                         |                            |                            |                           |                           |                           |                           |                      |
|  | B2                           |                              |                              |               | Spanien       | 74                         |                            |                            |                           |                           |                           |                           |                      |
|  | A3                           | Australien                   | 77                           |               |               |                            |                            |                            |                           |                           |                           |                           |                      |
|  |                              |                              |                              |               |               |                            |                            |                            |                           |                           | A1                        | Jugoslavien               | 63                   |
|  |                              |                              | A2                           | Sovjetunionen | 76            |                            |                            |                            |                           |                           |                           |                           |                      |
|  | B1                           | USA                          | 94                           |               |               |                            |                            |                            |                           |                           |                           |                           |                      |
|  | A4                           | Puerto Rico                  | 57                           |               |               |                            |                            |                            |                           |                           |                           |                           |                      |
|  | A4                           | Puerto Rico                  | 57                           |               | B1            | USA                        | 76                         |                            | Bronsmatch (29 september) | Bronsmatch (29 september) | Bronsmatch (29 september) | Bronsmatch (29 september) |                      |
|  |                              |                              |                              |               | B1            | USA                        | 76                         |                            | Bronsmatch (29 september) | Bronsmatch (29 september) | Bronsmatch (29 september) | Bronsmatch (29 september) |                      |
|  |                              | A2                           | Sovjetunionen                | 82            |               |                            |                            |                            |                           |                           |                           |                           |                      |
|  | A2                           | A2                           | Sovjetunionen                | 82            | Sovjetunionen | 110                        |                            | A3                         | Australien                | 49                        |                           |                           |                      |
|  | A2                           |                              |                              |               | Sovjetunionen | 110                        |                            | A3                         | Australien                | 49                        |                           |                           |                      |
|  | B3                           | Brasilien                    | 105                          |               |               |                            |                            |                            |                           |                           | B1                        | USA                       | 78                   |

Damer
Gruppspel
| Lag           | V | F | PF  | PA  | PD  | Poäng | Tie   |
| ------------- | - | - | --- | --- | --- | ----- | ----- |
| Australien    | 2 | 1 | 178 | 196 | −18 | 5     | 1V–0F |
| Sovjetunionen | 2 | 1 | 208 | 188 | +20 | 5     | 0V–1F |
| Bulgarien     | 1 | 2 | 217 | 241 | −24 | 4     | 1V–0F |
| Sydkorea      | 1 | 2 | 244 | 222 | −22 | 4     | 0V–1F |

Slutspel
|  | Semifinaler (27 september) | Semifinaler (27 september) | Semifinaler (27 september) |  |  | Final (29 september)      | Final (29 september)      | Final (29 september)      |
|  |                            |                            |                            |  |  |                           |                           |                           |
|  | A1                         | Australien                 | 56                         |  |  |                           |                           |                           |
|  | B2                         | Jugoslavien                | 57                         |  |  |                           |                           |                           |
|  |                            |                            |                            |  |  | B2                        | Jugoslavien               | 70                        |
|  |                            |                            |                            |  |  | B1                        | USA                       | 77                        |
|  | B1                         | USA                        | 102                        |  |  |                           |                           |                           |
|  | A2                         | Sovjetunionen              | 88                         |  |  | Bronsmatch (28 september) | Bronsmatch (28 september) | Bronsmatch (28 september) |
|  |                            |                            |                            |  |  |                           |                           |                           |
|  |                            |                            |                            |  |  | A1                        | Australien                | 53                        |
|  |                            |                            |                            |  |  | A2                        | Sovjetunionen             | 68                        |

## Boxning
Lätt flugvikt
- Aleksandr Machmutov
  - Första omgången — Bye
  - Andra omgången — Besegrade Carlos Eluaiza (Argentina), 5:0
  - Tredje omgången — Besegrade Jesus Beltre (Dominikanska republiken), 4:1
  - Kvartsfinal — Förlorade mot Ivailo Marinov (Bulgarien), 0:5

Flugvikt
- Timofej Skrjabin

Bantamvikt
- Aleksandr Artemjev

Fjädervikt
- Mechak Kazarjan

Lättvikt
- Konstantin Tszju

Lätt weltervikt
- Vjatjeslav Janovskij

Weltervikt
- Vladimir Jeresjtjenko

Lätt mellanvikt
- Jevgenij Zajtsev

Mellanvikt
- Ruslan Taramov

Lätt tungvikt
- Nurmagomed Sjanavazov

Tungvikt
- Ramzan Sebijev

Supertungvikt
- Aleksandr Mirosjnitjenko

## Bågskytte
Herrarnas individuella
- Lioudmila Arjannikova - semifinal, 4:e plats
- T. Mountain - kvartsfinal, 8:e plats
- N. Boutouzova - sextondelsfinal, 18:e plats

Damernas individuella
- Vladimir Echeev - semifinal, brons
- K. Chkolny - sextondelsfinal, 20:e plats
- Juri Leontiev - inledande omgång, 29:e plats

Damernas lagtävling
- Arjannikova, Mountain och Boutouzova - semifinal, 4:e plats

Herrarnas lagtävling
- Echeev, Chkolny och Leontiev - kvartsfinal, 5:e plats

## Cykling
Damernas linjelopp
- Laima Zilporytė — 2:00:52 (→  Brons)
- Valentina Yevpak — 2:00:52 (→ 5:e plats)
- Alla Yakovleva — 2:00:52 (→ 34:e plats)

## Fotboll
Gruppspel
| Rank | Lag           | Spelade | Vinster | Oavgjorda | Förluster | Gjorda mål | Insläppta mål | Poäng |  | Sovjetunionen | Argentina | Sydkorea | USA |
| ---- | ------------- | ------- | ------- | --------- | --------- | ---------- | ------------- | ----- |  | ------------- | --------- | -------- | --- |
| 1.   | Sovjetunionen | 3       | 2       | 1         | 0         | 6          | 3             | 5     |  | X             | 2:1       | 0:0      | 4:2 |
| 2.   | Argentina     | 3       | 1       | 1         | 1         | 4          | 4             | 3     |  | 1:2           | X         | 2:1      | 1:1 |
| 3.   | Sydkorea      | 3       | 0       | 2         | 1         | 1          | 2             | 2     |  | 0:0           | 1:2       | X        | 0:0 |
| 4.   | USA           | 3       | 0       | 2         | 1         | 3          | 5             | 2     |  | 2:4           | 1:1       | 0:0      | X   |

Slutspel
|  | Kvartsfinal            | Kvartsfinal                 |                             |       | Semifinal            | Semifinal            |   |  | Final | Final |
|  |                        |                             |                             |       |                      |                      |   |  |       |       |
|  | September 25 - Daegu   |                             |                             |       |                      |                      |   |  |       |       |
|  |                        |                             |                             |       |                      |                      |   |  |       |       |
|  | Sverige                | 1                           |                             |       |                      |                      |   |  |       |       |
|  | Sverige                | 1                           | September 27 - Busan        |       |                      |                      |   |  |       |       |
|  | Italien (förlängning)  | 2                           |                             |       |                      |                      |   |  |       |       |
|  | Italien (förlängning)  | 2                           | Italien                     | 2     |                      |                      |   |  |       |       |
|  | September 25 - Busan   |                             | Italien                     | 2     |                      |                      |   |  |       |       |
|  |                        | Sovjetunionen (förlängning) | 3                           |       |                      |                      |   |  |       |       |
|  | Sovjetunionen          | Sovjetunionen (förlängning) | 3                           | 3     |                      |                      |   |  |       |       |
|  | Sovjetunionen          |                             | October 1 - Seoul           | 3     |                      |                      |   |  |       |       |
|  | Australien             | 0                           |                             |       |                      |                      |   |  |       |       |
|  | Australien             | 0                           | Sovjetunionen (förlängning) | 2     |                      |                      |   |  |       |       |
|  | September 25 - Gwangju |                             | Sovjetunionen (förlängning) | 2     |                      |                      |   |  |       |       |
|  |                        | Brasilien                   | 1                           |       |                      |                      |   |  |       |       |
|  | Zambia                 | Brasilien                   | 1                           | 0     |                      |                      |   |  |       |       |
|  | Zambia                 | September 27 - Seoul        |                             | 0     |                      |                      |   |  |       |       |
|  | Västtyskland           | 4                           |                             |       |                      |                      |   |  |       |       |
|  | Västtyskland           | 4                           | Västtyskland                | 1 (2) | Bronsmatch           | Bronsmatch           |   |  |       |       |
|  | September 25 - Seoul   |                             | Västtyskland                | 1 (2) | Bronsmatch           | Bronsmatch           |   |  |       |       |
|  |                        | Brasilien                   | 1 (3)                       |       | September 30 - Seoul | September 30 - Seoul |   |  |       |       |
|  | Brasilien              | Brasilien                   | 1 (3)                       | 1     | September 30 - Seoul | September 30 - Seoul |   |  |       |       |
|  | Brasilien              |                             |                             |       |                      | Italien              | 0 |  |       |       |
|  | Argentina              | 0                           |                             |       |                      | Italien              | 0 |  |       |       |
|  | Argentina              | 0                           | Västtyskland                | 3     |                      |                      |   |  |       |       |
|  |                        |                             | Västtyskland                | 3     |                      |                      |   |  |       |       |

## Friidrott
Herrarnas maraton
- Ravil Kasjapov
  - Final — 2:13,49 (→ 10:e plats)

Herrarnas längdhopp
- Leonid Volosjin
  - Kval — 7,89m
  - Final — 7,89m (→ 8:e plats)
- Robert Emmijan
  - Kval — DNF (→ gick inte vidare)
- Volodymyr Otjkan
  - Kval — DNS (→ gick inte vidare)

Herrarnas diskuskastning
- Romas Ubartas
  - Kval – 65,58m
  - Final – 67,48m (→  Silver)
- Jurij Dumtjev
  - Kval – 62,08m
  - Final – 66,42m (→ 4:e plats)
- Vaclavas Kidykas
  - Kval – 60,88m (→ gick inte vidare)

Herrarnas kulstötning
- Sergej Smirnov
  - Kval — 20,48m
  - Final — 20,36m (→ 8:e plats)

Herrarnas släggkastning
- Sergej Litvinov
  - Kval — 81,24m
  - Final — 84,80m (→  Guld)
- Jurij Sedych
  - Kval — 78,48m
  - Final — 83,76m (→  Silver)
- Jüri Tamm
  - Kval — 69,68m
  - Final — 81,16m (→  Brons)

Herrarnas spjutkastning
- Viktor Jevsiukov
  - Kval — 79,26m
  - Final — 82,32m (→ 5:e plats)
- Vladimir Ovtjinnikov
  - Kval — 80,26m
  - Final — 79,12m (→ 7:e plats)

Herrarnas tiokamp
- Pavlo Tarnovetskyj — 8167 poäng (→ 10:e plats) 
  1. 100 meter — 11,23s
  2. Längd — 7,28m
  3. Kula — 15,25m
  4. Höjd — 1,97m
  5. 400 meter — 48,60s
  6. 110m häck — 14,76s
  7. Diskus — 48,02m
  8. Stav — 5,20m
  9. Spjut — 59,48m
  10. 1 500 meter — 4:52,24s

Herrarnas 20 kilometer gång
- Michail Sjtjennikov
  - Final — 1:20:47 (→ 6:e plats)
- Aleksej Persjin
  - Final — 1:22:32 (→ 14:e plats)
- Jaŭhen Misiulja
  - Final — 1:24:39 (→ 27:e plats)

Herrarnas 50 kilometer gång
- Vjatjeslav Ivanenko
  - Final — 3:38:29 (→  Guld)
- Aljaksandr Patasjoŭ
  - Final — 3:41:00 (→ 4:e plats)
- Vitalij Popovytj
  - Final — 3:59:23 (→ 26:e plats)

Damernas 4 x 400 meter stafett
- Lyudmila Dzhigalova, Olga Nazarova, Mariya Pinigina och Olga Bryzgina
  - Heat — 3:27,14
- Tatyana Ledovskaya, Olga Nazarova, Mariya Pinigina och  Olga Bryzgina
  - Final — 3:15,18 (→  Guld)

Damernas maraton
- Tatyana Polovinskaya
  - Final — 2:27,05 (→ 4:e plats)
- Zoya Ivanova
  - Final — 2:30,25 (→ 9:e plats)
- Raisa Smekhnova
  - Final — 2:33,19 (→ 16:e plats)

Damernas diskuskastning
- Ellina Zvereva
  - Kval – 63,26m
  - Final – 68,94m (→ 5:e plats)
- Larisa Michailtjenko
  - Kval – 64,32m
  - Final – 64,08m (→ 10:e plats)
- Galina Murasjova
  - Kval – 62,54m
  - Final – NM (→ ingen notering)

Damernas spjutkastning
- Irina Kostyuchenkova
  - Kval – 63,24m
  - Final – 67,00m (→ 4:e plats)
- Natalya Yermolovich
  - Kval – 64,44m
  - Final – 64,84m (→ 6:e plats)

Damernas kulstötning
- Natalya Lisovskaya
  - Kval – 19,78m
  - Final – 22,24m (→  Guld)
- Natalya Akhrimenko
  - Kval – 19,40m
  - Final – 20,13m (→ 7:e plats)
- Valentina Fedjuschina
  - Kval – 19,06m (→ gick inte vidare)

Damernas sjukamp
- Natalya Shubenkova
  - Slutligt resultat — 6540 poäng (→ 4:e plats)
- Remiguiia Sablovskaite
  - Slutligt resultat — 6456 poäng (→ 5:e plats)
- Svetlana Buraga
  - Slutligt resultat — 6232 poäng (→ 10:e plats)

## Fäktning
Herrarnas florett
- Aleksandr Romankov
- Ilgar Mamedov
- Boris Koretsky

Herrarnas florett, lag
- Aleksandr Romankov, Ilgar Mamedov, Vladimer Aptsiauri, Anvar Ibragimov, Boris Koretsky

Herrarnas värja
- Andrey Shuvalov
- Wladimir Reznitschenko
- Mykhailo Tyshko

Herrarnas värja, lag
- Andrey Shuvalov, Pavel Kolobkov, Wladimir Reznitschenko, Mykhailo Tyshko, Igor Tikhomirov

Herrarnas sabel, lag
- Heorhiy Pohosov
- Andrey Alshan
- Sergey Mindirgasov

Damernas florett
- Sergey Mindirgasov, Mikhail Burtsev, Heorhiy Pohosov, Andrey Alshan, Sergey Koryashkin

Damernas florett, lag
- Tatyana Sadovskaya
- Yelena Glikina
- Olga Voshchakina

Women's team foil
- Yelena Glikina, Yelena Grishina, Tatyana Sadovskaya, Marina Soboleva, Olga Voshchakina

## Handboll
Herrar
Gruppspel
|               | PLD: | W: | D: | L: | F:  | A:  | Pts. |
| Sovjetunionen | 5    | 5  | 0  | 0  | 130 | 82  | 10   |
| Jugoslavien   | 5    | 3  | 1  | 1  | 116 | 109 | 7    |
| Sverige       | 5    | 3  | 0  | 2  | 106 | 91  | 6    |
| Island        | 5    | 2  | 1  | 2  | 96  | 102 | 5    |
| Algeriet      | 5    | 1  | 0  | 4  | 89  | 109 | 2    |
| USA           | 5    | 0  | 0  | 5  | 81  | 125 | 0    |

Damer
Gruppspel
|                 | PLD: | W: | D: | L: | F: | A:  | Pts. |
| Sovjetunionen   | 3    | 2  | 1  | 0  | 75 | 49  | 5    |
| Norge           | 3    | 2  | 1  | 0  | 75 | 53  | 5    |
| Kina            | 3    | 1  | 0  | 2  | 76 | 58  | 2    |
| Elfenbenskusten | 3    | 0  | 0  | 3  | 37 | 103 | 0    |

Slutspel
|               | PLD: | W: | D: | L: | F: | A: | Pts. |
| Sydkorea      | 3    | 2  | 0  | 1  | 63 | 61 | 4    |
| Norge         | 3    | 1  | 1  | 1  | 59 | 57 | 3    |
| Sovjetunionen | 3    | 1  | 1  | 1  | 56 | 55 | 3    |
| Jugoslavien   | 3    | 1  | 0  | 2  | 52 | 57 | 2    |

## Landhockey
Herrar
Gruppspel
| Lag            | Spelade | W | D | L | GF | GA | Poäng |
| -------------- | ------- | - | - | - | -- | -- | ----- |
| Västtyskland   | 5       | 4 | 1 | 0 | 13 | 3  | 9     |
| Storbritannien | 5       | 3 | 1 | 1 | 12 | 5  | 7     |
| Indien         | 5       | 2 | 1 | 2 | 9  | 7  | 5     |
| Sovjetunionen  | 5       | 2 | 1 | 2 | 5  | 10 | 5     |
| Sydkorea       | 5       | 0 | 2 | 3 | 5  | 10 | 2     |
| Kanada         | 5       | 0 | 2 | 3 | 3  | 12 | 2     |

## Modern femkamp
Individuella tävlingen
- Vaho Iagorasjvili
- German Juferov
- Anatolj Avdejev

Lagtävlingen
- Vaho Iagorasjvili, German Juferov och Anatolj Avdejev

## Ridsport
Individuell hoppning
- Raimundas Udrakis

## Simhopp
Herrarnas 10 m
- Georgj Tjogovadze
  - Kval — 540,90
  - Final — 585,96 (→ 4:e plats)

- Vladimir Timosjinin
  - Kval — 570,75
  - Final — 534,66 (→ 8:e plats)

## Tennis
Damsingel
- Larisa Neiland
  1. Första omgången – Bye
  2. Andra omgången – Besegrade Sara Gomer (Storbritannien) 6-7 7-6 9-7
  3. Tredje omgången – Besegrade Il-Soon Kim (Sydkorea) 6-3 7-6
  4. Kvartsfinal – Förlorade mot Steffi Graf (Västtyskland) 2-6 6-4 3-6
- Leila Meschi
  1. Första omgången – Besegrade Regina Rajchrtová (Tjeckoslovakien) 7-5 7-5
  2. Andra omgången – Förlorade mot Steffi Graf (Västtyskland) 5-7 1-6
- Natasja Zvereva
  1. Första omgången – Bye
  2. Tredje omgången – Besegrade Anne Minter (Australien) 6-4 3-6 6-1
  3. Third omgången – Besegrade Tine Scheuer-Larsen (Danmark) 6-1 6-2
  4. Kvartsfinal – Förlorade mot Gabriela Sabatini (Argentina) 4-6 3-6

Herrsingel
- Alexander Volkov
  1. Första omgången — Förlorade mot Carl-Uwe Steeb (Västtyskland) 5-7 4-6 3-6